# Mario Salazar
Mario Salazar (* 1980 in Berlin) ist ein deutscher Schriftsteller.

## Leben
Mario Salazar wurde in Berlin geboren. Er besuchte die Schule in Berlin und absolvierte dort auch einen Zivildienst. Danach lebte Salazar einige Jahre abwechselnd in Frankreich, Spanien, Chile und Argentinien. Er studierte an der Freien Universität Berlin und an der Universidad de Chile in Santiago de Chile Politikwissenschaften, Lateinamerikanistik und Nordamerikastudien  (Magister) und in Leipzig am Deutschen Literaturinstitut.
2011 wurde sein erstes Bühnenstück in Berlin aufgeführt.

## Werke
Dramen
- Heimat, 2011 (UA Dominik Friedel, Maxim Gorki Theater Berlin)
- Man müsste auf dem Mond leben, um die Erde zu verstehen, 2012 (UA Johannes Klaus, Schauspielhaus Bochum)
- Alles Gold was glänzt, 2012 (UA Milan Peschel, Theater Heidelberg)
- Hieron – Vollkommene Welt, 2013 (UA Stephan Kimmig, Deutsches Theater Berlin)
- Am Leben werden wir nicht scheitern, 2013 (UA Christian Schlüter, Schauspiel Bielefeld)
- Die Welt mein Herz, 2014 (UA Rafael Sanchez, Schauspiel Köln)
- Annie Ocean, 2015 (UA Tim Hebborn, Schauspiel Bielefeld)
- Iphi-genie, 2016 (UA Tilmann Köhler, Deutsches Theater Berlin)
- Schimmelmanns – Verfall einer Gesellschaft, 2017 (UA Florian Fiedler, Theater Oberhausen)

Fernsehen und Kino
- Blochin, 2. Staffel, 2015 (Writers Room unter der Leitung von Matthias Glasner. Die Staffel wurde nicht produziert.)
- Polizeiruf 110 des RBB – Demokratie stirbt in Finsternis, 2018 (Gemeinsam mit Matthias Glasner)

Hörspiele
- Alles Gold was glänzt, 2012 (Robert Schoen, Deutschlandradio Kultur)
- Vatersterben, 2015 (Karin Hutzler, Südwestrundfunk)

## Auszeichnungen (Auswahl)
- 2012 Publikumspreis des Essener Stückemarkts
- 2013 Förderpreis zum Schiller-Gedächtnispreis des Landes Baden-Württemberg